# Plastonomus
Plastonomus là một chi nhện trong họ Thomisidae.